# Tomasz Falkowski (geolog)
Tomasz Falkowski (ur. 1958) – polski geolog, doktor habilitowany nauk o Ziemi, profesor nadzwyczajny Szkoły Głównej Gospodarstwa Wiejskiego w Warszawie, nauczyciel akademicki Wyższej Szkoły Ekologii i Zarządzania w Warszawie, specjalista w zakresie geologii i kształtowania środowiska.

## Życiorys
W 1982 ukończył studia na Wydziale Geologii Uniwersytetu Warszawskiego. W 1994 na Wydziale Melioracji i Inżynierii Środowiska SGGW na podstawie napisanej pod kierunkiem Andrzeja Byczkowskiego rozprawy pt. Zróżnicowanie warunków odpływu podziemnego w zależności od morfo- i litogenezy odcinków dolin rzek nizinnych otrzymał stopień naukowy doktora nauk rolniczych dyscyplina kształtowanie środowiska specjalność kształtowanie środowiska. W 2009 na Wydziale Geologii Uniwersytetu Warszawskiego uzyskał stopień doktora habilitowanego nauk o Ziemi w zakresie geologii.
Był adiunktem a następnie został profesorem nadzwyczajnym na Wydziale Budownictwa i Inżynierii Środowiska w Katedrze Geoinżynierii. Objął także stanowisko nauczyciela akademickiego Szkoły Ekologii i Zarządzania w Warszawie w Wydziale Inżynierii i Zarządzania.